# Ardisia sicula
Ardisia sicula är en viveväxtart som beskrevs av Benjamin Clemens Masterman Stone. Ardisia sicula ingår i släktet Ardisia och familjen viveväxter. Inga underarter finns listade i Catalogue of Life.